# Parabathippus
Parabathippus Zhang & Maddison, 2012 è un genere di ragni appartenente alla famiglia Salticidae.

## Distribuzione
Le 10 specie note sono state reperite in Asia sudorientale: (Myanmar, Malaysia, Singapore, Borneo, Sumatra).

## Tassonomia
Per la descrizione delle caratteristiche di questo genere sono stati esaminati gli esemplari tipo di Bathippus shelfordi Peckham & Peckham, 1907.
Non sono stati esaminati esemplari di questo genere dal 2017.
Attualmente, a febbraio 2022, si compone di 10 specie:
1. Parabathippus birmanicus (Thorell, 1895) — Myanmar
2. Parabathippus cuspidatus Zhang & Maddison, 2012 — Malaysia
3. Parabathippus digitalis (Zhang, Song & Li, 2003) — Singapore
4. Parabathippus kianau Zhang & Maddison, 2012 — Borneo
5. Parabathippus macilentus (Thorell, 1890) — Indonesia (Sumatra)
6. Parabathippus magnus Zhang & Maddison, 2012 — Malaysia
7. Parabathippus petrae (Prószyński & Deeleman-Reinhold, 2012) — Indonesia (Sumatra)
8. Parabathippus rectus (Zhang, Song & Li, 2003) — Indonesia (Giava), Malaysia
9. Parabathippus sedatus (Peckham & Peckham, 1907) — Indonesia (Borneo)
10. Parabathippus shelfordi (Peckham & Peckham, 1907)[2] — Indonesia (Borneo)

### Sinonimi
- Parabathippus serenus Peckham & Peckham, 1907; posta in sinonimia con P. shelfordi Peckham & Peckham, 1907 a seguito di un lavoro di Zabka del 1988[1].